# CA-521
La CA-521 es una carretera autonómica de Cantabria perteneciente a la Red Local y que sirve de acceso a la población de Nocina. Los primeros  250 metros de su trazado coinciden con el Camino de Santiago de la Costa. Debe indicarse que el sentido de recorrido de esta carretera es contrario al del Camino de Santiago.

## Nomenclatura

Indicador

Su nombre está formado por las iniciales CA, que indica que es una carretera autonómica de Cantabria, y el dígito 521 es el número que recibe según el orden de nomenclaturas de las carreteras de la comunidad autónoma. La centena 5 indica que se encuentra situada en el sector comprendido entre la carretera nacional N-634 al norte, el límite provincial al este y sur, y la carretera nacional N-629 al oeste.

## Historia
Su denominación anterior era SV-5101.

## Trazado actual
Tiene su origen en la intersección, con raqueta de giro a izquierda, con la carretera CA-151, situada a 550 m del inicio de dicha carretera, y su final en el núcleo de Nocina, ambos puntos situados en el término municipal de Guriezo, municipio por el que discurre la totalidad de su recorrido de 0,6 kilómetros. La carretera discurre por el sur de la ermita de Santa Isabel.
Su inicio se sitúa a una altitud de 10 m s. n. m. y el fin de la vía está situada a 55 m s. n. m.
La carretera tiene dos carriles, uno para cada sentido de circulación, y una anchura total de 5,1 metros sin arcenes.

## Actuaciones
El IV Plan de Carreteras contempla la ampliación de sección de la carretera a 5,5 metros sin arcenes.

## Transportes
No hay líneas de transporte público que recorran la carretera CA-521 si bien en la intersección con la CA-151 se sitúa una parada de autobús de la siguiente línea:
- Turytrans: Laredo - Guriezo.
- Turytrans: Castro-Urdiales - Guriezo

## Recorrido y puntos de interés
En este apartado se aporta la información sobre cada una de las intersecciones de la CA-511 así como otras informaciones de interés.
| Esquema             | PK  | Sentido Nocina (creciente) | Sentido Nocina (creciente) | Sentido Nocina (creciente)                          | Sentido Nocina (creciente)                          | Sentido CA-151 (decreciente)                        | Sentido CA-151 (decreciente)                        | Sentido CA-151 (decreciente) | Sentido CA-151 (decreciente) | Incidencias |
| Esquema             | PK  | Velocidad                  | Elemento                   | Salida                                              | Salida                                              | Salida                                              | Salida                                              | Elemento                     | Velocidad                    | Incidencias |
| Esquema             | PK  | Velocidad                  | Elemento                   | Dir.                                                | Nombre                                              | Nombre                                              | Dir.                                                | Elemento                     | Velocidad                    | Incidencias |
| ------------------- | --- | -------------------------- | -------------------------- | --------------------------------------------------- | --------------------------------------------------- | --------------------------------------------------- | --------------------------------------------------- | ---------------------------- | ---------------------------- | ----------- |
|                     | 0,0 |                            |                            |                                                     | CA-521 NOCINA                                       | CA-151 EL PUENTE                                    |                                                     |                              |                              |             |
| CA-151 EL PONTARRÓN | 0,0 |                            |                            |                                                     | CA-521 NOCINA                                       |                                                     |                                                     |                              |                              |             |
|                     | 0,2 |                            |                            | NOCINA                                              | NOCINA                                              | NOCINA                                              | NOCINA                                              |                              |                              |             |
|                     | 0,2 | Camino de Santiago         |                            |                                                     |                                                     |                                                     |                                                     |                              |                              |             |
|                     | 0,6 |                            |                            | Final de la carretera en el núcleo urbano de Nocina | Final de la carretera en el núcleo urbano de Nocina | Final de la carretera en el núcleo urbano de Nocina | Final de la carretera en el núcleo urbano de Nocina |                              |                              |             |